# Toulouse Street
Toulouse Street es el segundo álbum de estudio de la banda estadounidense The Doobie Brothers. Fue publicado en julio de 1972 por Warner Bros. Records. Fue el primer álbum de la banda con el bajista Tiran Porter y también el primero con el baterista Michael Hossack para complementar al baterista existente John Hartman, poniendo en marcha su característico sonido de doble baterista. Toulouse Street es el nombre de una calle del Barrio Francés de Nueva Orleans.

## Recepción de la crítica
Un escritor no especificado de la revista Billboard escribió: “La música de The Doobie Brothers gira en torno a una ligereza musical natural y una cantidad refrescante de pura vitalidad y espíritus alegres y atractivos. La sensación general es un poco country, buena música. Aparentemente juegan con precisión sin esfuerzo y entusiasmo indiscutible”. Bruce Eder de AllMusic describió Toulouse Street como uno “uno de los álbumes más tentadores y atrayentes de su época”.

## Lista de canciones
Todas las canciones escritas y compuestas por Tom Johnston, excepto donde esta anotado. 
| Lado |                            |                             |          |  |
| N.º  | Título                     | Escritor(es)                | Duración |  |
| 1.   | «Listen to the Music»      |                             | 3:48     |  |
| 2.   | «Rockin' Down the Highway» |                             | 3:20     |  |
| 3.   | «Mamaloi»                  | Patrick Simmons             | 2:31     |  |
| 4.   | «Toulouse Street»          | Simmons                     | 3:21     |  |
| 5.   | «Cotton Mouth»             | James Seals, Darrell Crofts | 3:43     |  |

| Lado dos |                             |                         |          |  |
| N.º      | Título                      | Escritor(es)            | Duración |  |
| 1.       | «Don't Start Me to Talkin'» | Sonny Boy Williamson II | 2:45     |  |
| 2.       | «Jesus Is Just Alright»     | Arthur Reid Reynolds    | 4:35     |  |
| 3.       | «White Sun»                 |                         | 2:31     |  |
| 4.       | «Disciple»                  |                         | 6:45     |  |
| 5.       | «Snake Man»                 |                         | 1:39     |  |

## Créditos y personal
Créditos adaptados desde las notas de álbum de Toulouse Street.
The Doobie Brothers
- Tom Johnston – voz principal (1–3, 5, 6, 8–10) y coros, guitarra acústica y eléctrica
- Patrick Simmons – voz principal (4, 7) y coros, guitarra acústica y eléctrica, banjo (1)[7]
- Tiran Porter – coros, guitarra bajo (todas menos 4)
- Dave Shogren – guitarra bajo y acústica (4), coros (8)
- John Hartman – batería, percusión
- Michael Hossack – batería, tambores metálicos (1)[8]

Músicos adicionales
- Bill Payne – piano (2, 6), órgano (5, 7)
- Jerry Jumonville – saxofón tenor (5, 6)
- Jon Robert Smith – saxofón tenor (5, 6)
- Joe Lane Davis – saxofón barítono (5, 6)
- Sherman Marshall Cyr – trompeta (5, 6)
- Ted Templeman – percusión adicional

## Posicionamiento

### Gráfica semanal
| Gráfica (1972)                   | Pico de posición |
| -------------------------------- | ---------------- |
| Australia (Kent Music Report)    | 57               |
| Canadá (RPM Top Albums/CDs)      | 24               |
| Estados Unidos (Billboard 200)   | 21               |
| Estados Unidos (Cashbox Top 100) | 24               |

| Gráfica (1975)                    | Pico de posición |
| --------------------------------- | ---------------- |
| Nueva Zelanda (Recorded Music NZ) | 30               |

### Gráfica de fin de año
| Gráfica (1973)                 | Pico de posición |
| ------------------------------ | ---------------- |
| Estados Unidos (Billboard 200) | 25               |

## Certificaciones y ventas
| País                  | Certificación | Ventas    |
| --------------------- | ------------- | --------- |
| Australia (ARIA)      | Oro           | 20,000    |
| Estados Unidos (RIAA) | Platino       | 1,000,000 |